# Leiomela piligera
Leiomela piligera är en bladmossart som beskrevs av Brotherus 1904. Leiomela piligera ingår i släktet Leiomela och familjen Bartramiaceae. Inga underarter finns listade i Catalogue of Life.